# Gemma Mengual
Gemma Mengual Civil (Barcellona, 12 aprile 1977) è una sincronetta spagnola, due volte argento olimpico a Pechino 2008.

## Carriera
Gemma scoprì la sua passione per il nuoto sincronizzato all'età di 9 anni quando la cugina Judith viaggiava tutte le estati dalla Svizzera a Barcellona, dove aveva l'occasione di mostrare le sue abilità come nuotatrice, e fu così che i genitori di Gemma la iscrissero al Circolo Nautico Kallipolis di Barcellona. Anna Tarrés, la sua allenatrice, la convoca sempre nella sua squadra sin dal 1992.
Il primo risultato degno di nota arriva nel 1994, con l'argento nei campionati europei juniores e il suo sogno di partecipare ai Giochi Olimpici si realizza nel 2000, quando alle Olimpiadi di Sydney si piazza all'ottavo posto nel duo. Meritano una menzione a parte gli Europei 2008 di Eindhoven in cui la Mengual, seppur avvantaggiata dall'assenza della squadra russa, vince l'oro in tutte e quattro le categorie (singolo, duo, a squadre, combinato a squadre), divenendo l'unica nuotatrice al mondo riuscita nell'impresa di vincere 4 medaglie d'oro in un'unica manifestazione.
Alle Olimpiadi di Pechino 2008 vince l'argento nelle due gare in programma: il duo insieme con Andrea Fuentes e la gara a squadre, in entrambe le occasioni seconde solo alle russe. Ai mondiali di Roma del 2009 vince l'argento nel solo e nel duo, nel combo invece arriva prima insieme alle sue compagne, avvantaggiata però dal fatto che non gareggiavano le russe.
Dopo i mondiali di Roma 2009 l'atleta ha annunciato il suo ritiro. In seguito, in occasione dei mondiali di Kazan' 2015, ha deciso tornare alla competizione agonistica gareggiando nel programma libero del duo misto insieme con Pau Ribes. Successivamente partecipa alle Olimpiadi di Rio de Janeiro 2016 disputando il duo insieme a Ona Carbonell, piazzandosi al quinto posto.

## Palmarès
- Giochi olimpici

Pechino 2008: argento nel duo e nella gara a squadre.
- Mondiali di nuoto

Barcellona 2003: argento nel combinato, bronzo nel singolo e nel duo.
Montreal 2005: argento nel duo, bronzo nel singolo, nel combinato e nella gara a squadre.
Melbourne 2007: argento nel singolo (tecnico) e nel duo (tecnico e libero), bronzo nel singolo (libero) e nelle gare a squadre (tecnico e libero).
Roma 2009: oro nel combinato a squadre, argento nel singolo (tecnico e libero) e nel duo (tecnico e libero).
- Europei

Helsinki 2000: argento nel duo e bronzo nel singolo.
Berlino 2002: argento nel duo e nella gara a squadre, bronzo nel singolo.
Madrid 2004: oro nel combinato, argento nel duo e nella gara a squadre, bronzo nel singolo.
Budapest 2006: argento nel singolo, nel duo, nella gara a squadre e nel combinato.
Eindhoven 2008: oro nel singolo, nel duo, nella gara a squadre e nel combinato.

## Riconoscimenti
- LEN Award: 2007